# The Principle of Doubt (Ambitions)
The Principle of Doubt (Ambitions) is een compilatiealbum van het Duitse progressieve-metalproject Mekong Delta. 

## Tracklist

### Cd 1
1. "Sphere eclipse"
2. "Transgressor"
3. "True lies"
4. "Confession of madness"
5. "Interludium"
6. "Dance on a volcano"
7. "Toccata"
8. "I, king, will come"
9. "Dreaming"
10. "The cure"
11. "Night on a bare mountain"

### Cd 2
1. "Innocent?"
2. "Without honour"
3. "Sabre dance"
4. "Curse of reality"
5. "Twilight zone"
6. "Heroes grief"
7. "Memories of tomorrow"
8. "The healer"
9. "The principle of doubt"
10. "Heartbeat"
11. "The hut of Baba Yaga"

## Bezetting
- Ralf Hubert - basgitaar
- Reiner Kelch - gitaar
- Wolfgang Borgmann - zang
- Frank Fricke - gitaar
- Jörg Michael - drums
- Peter Haas - drums
- Uwe Baltrusch - gitaar
- Doug Lee - zang